# Greenpeace

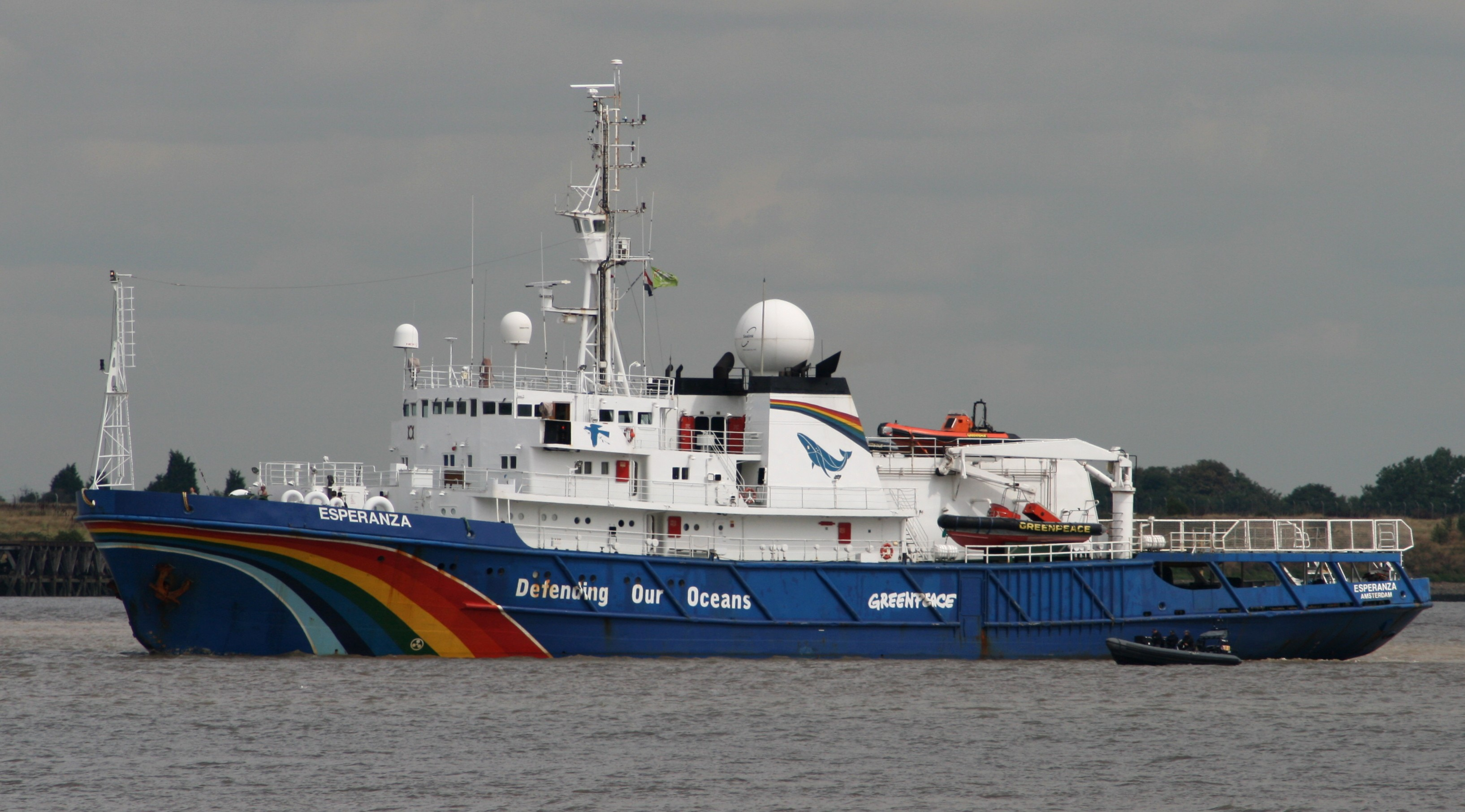
La nave "Esperanza" de Greenpeace en el río Támesis, dirigiéndose al Dique de las Indias Occidentales, Londres.

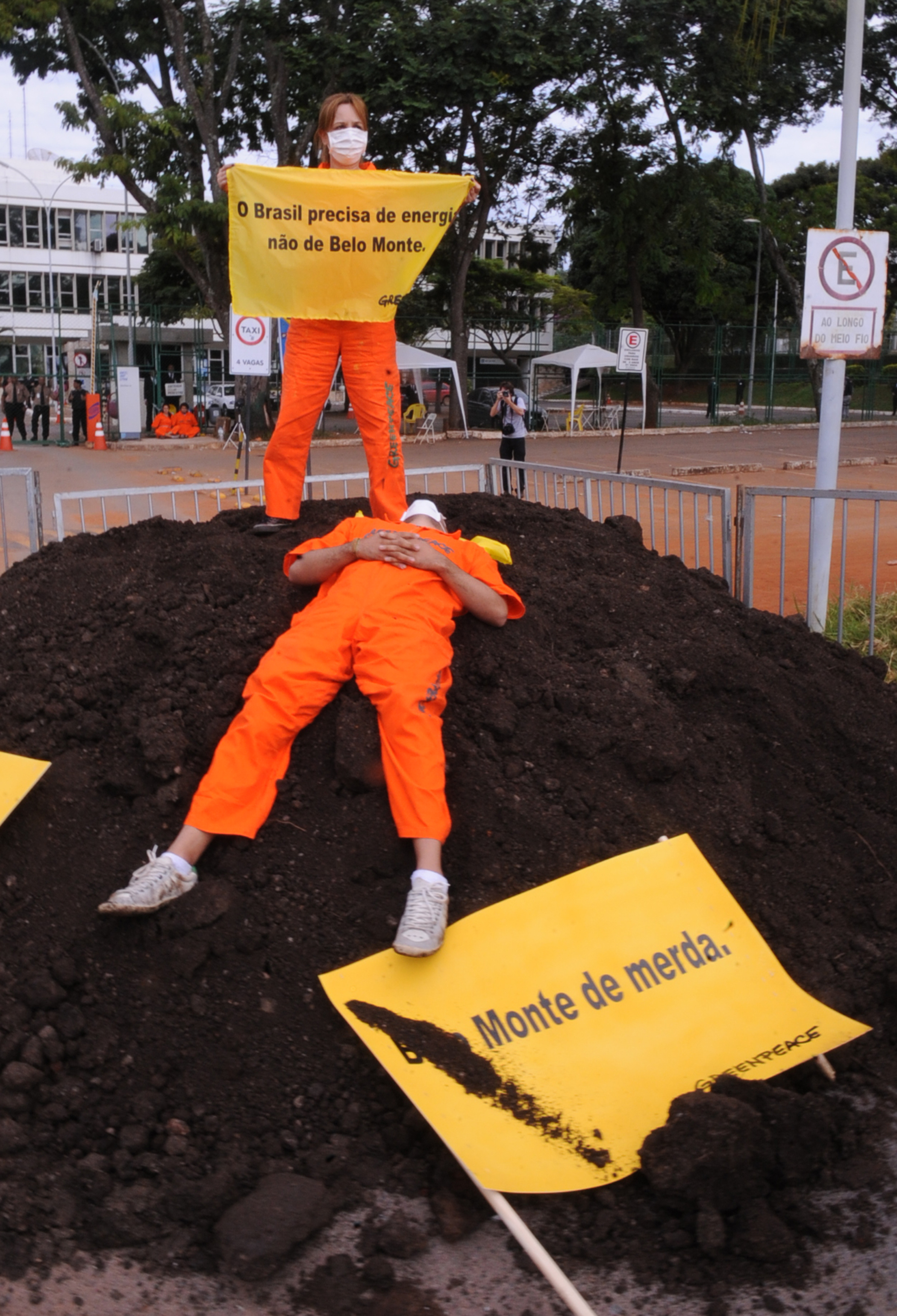
Acción de protesta de Greenpeace, denunciando el impacto medioambiental negativo de la Usina Hidroeléctrica de Belo Monte.

Greenpeace (del inglés green 'verde' y peace 'paz') es una ONG ambientalista internacional. Realiza campañas en todo el mundo por temas como la agricultura ecológica, los bosques, el cambio climático, contra el consumismo, por la democracia y el contrapoder, el desarme y la paz y el cuidado de los océanos.
Fundada en 1971 en Vancouver, Canadá, tiene su sede en Ámsterdam, Países Bajos. Tiene oficinas en 55 países.
En 2021 cuenta con unos 3,2 millones de socios.

## Historia
En la década de 1960, los EE. UU. tenían planes para pruebas nucleares en la isla de Amchitka, Alaska. Debido al terremoto de Alaska de 1964, esto generó preocupaciones sobre la posibilidad de terremotos y un tsunami. En 1969 una manifestación de 7 000 personas bloqueó el Puesto Fronterizo de Peace Arch, entre la Columbia Británica y el Estado de Washington, llevando pancartas en las que ponía "No hagas una ola. Es tu culpa si nuestra falla continúa" (Don't Make A Wave. It's Your Fault If Our Fault Goes). Las protestas no lograron parar la prueba nuclear de Milrow del 2 de octubre de 1969.
Como no se produjo ningún terremoto ni tsunami, los EE. UU. anunciaron que detonarían otra bomba cinco veces más potente que la primera. Entre los que se oponían estaban Jim Bohlen, un veterano de la Marina de los EE. UU., e Irving Stowe, que se habían hecho cuáqueros poco tiempo antes. Jim Bohlen aprendió de Irving Stowe una forma de resistencia pasiva, el "dar testimonio", donde la actividad de protesta se genera con la sola presencia. A la esposa de Jim Bohlen, Marie, se le ocurrió la idea de navegar a Amchitka, inspirada en los viajes antinucleares de Albert Bigelow en 1958.
Las primeras reuniones tuvieron lugar en la casa Shaughnessy del periodista Robert Hunter y su esposa, Bobbi Hunter. Posteriormente, tuvieron su sede en la casa Stowe, en el número 2775 de la calle Courtneay, en Vancouver. Por aquel entonces, se creó el Comité No Hagas una Ola (Don't Make a Wave Committee). La primera junta directiva la formaron Stowe, Bohlen y el futuro medallista olímpico, el regatista Paul Côté. La primera oficina se situó en Kitsilano, Vancouver. Meses después, se trasladaron a un espacio de oficinas en la sede de la Sociedad la Promoción de la Conservación Medioambiental, en Kitsilano.
Recaudaron fondos para esta campaña con un concierto, con apoyo de Joan Baez, en el cual actuaron Joni Mitchell, James Taylor y Phil Ochs, que tuvo lugar el 16 de octubre en el Coliseo del Pacífico en Vancouver. El álbum del concierto, titulado Amchitka, fue publicado por Greenpeace en 2009.
Para llevar a cabo su protesta, el comité organizó un viaje en barco, el Phyllis Cormack, el cual renombraron Greenpeace. El nombre fue inventado por el activista Bill Darnell.
El barco partió en 1971, capitaneado por su dueño, John Cormack, con destino a Amchitka. La tripulación la formaban los activistas Jim Bohlen (Greenpeace), Bill Darnell (Greenpeace), Patrick Moore (Greenpeace), Lyle Thurston (médico), Dave Birmingham (ingeniero), Terry Simmons (geógrafo), Richard Fineberg (profesor de ciencias políticas), Robert Hunter (periodista), Ben Metcalfe (periodista), Bob Cummings (periodista) y Bob Keziere (fotógrafo). El barco fue interceptado antes de llegar a la zona. La prueba nuclear, finalmente, tuvo lugar el 6 de noviembre de 1971. Sin embargo, la acción de denuncia provocó que durante días se produjeran manifestaciones de decenas de personas en la frontera entre Canadá y Estados Unidos. Este último país se vio forzado a anunciar que aquella era la última prueba nuclear que se realizaba en las islas Aleutianas. Amchitka es desde entonces una reserva ornitológica.
Tras el final de las pruebas nucleares en Amchitka, Greenpeace se centró en las pruebas nucleares francesas en el atolón Mururoa, en la Polinesia Francesa. Buscando apoyo para sus protestas, la organización contactó con David McTaggart, un anterior hombre de negocios que vivía en Nueva Zelanda. En 1972 el yate Vega, de David McTaggart, fue renombrado como Greenpeace III, y partió a Mururoa. Este viaje fue organizado por la rama neozelandesa de la Campaña para el Desarme Nuclear. La Marina Francesa intentó parar las protestas de varios modos, incluyendo un asalto a David McTaggart. Al parecer, McTaggart fue golpeado hasta el punto de perder la visión en un ojo. No obstante, compañeros de McTaggart fotografiaron el incidente y se hizo público. Después de que el asalto se hiciese público, Francia anunció que pararía las pruebas nucleares.
La primera oficina se situó en Kitsilano, Vancouver. En 1974 se trasladaron a un espacio de oficinas con la Sociedad la Promoción de la Conservación Medioambiental, en Kitsilano.
A mediados de la década de 1970, algunos miembros de Greenpeace empezaron una campaña independiente, el Proyecto Ahab, contra la caza de ballenas. En 1975 el barco Phyllis Cormack partió de Vancouver para enfrentarse a los balleneros soviéticos. Los activistas lograron interrumpir la caza de ballenas colocándose entre los balleneros y las ballenas y las imágenes de la protesta se difundieron por el mundo. A finales de la década de 1970, la organización se centró en los desechos tóxicos y la caza de focas.
A mediados de la década de 1970 empezaron a organizarse grupos con el nombre de Greenpeace por el mundo. En 1977, había entre 15 y 20 grupos de Greenpeace en el mundo.
Tras los incidentes del atolón Moruroa, David McTaggart llevó a cabo una batalla en los tribunales contra el Estado francés y ayudó al desarrollo de la cooperación entre los grupos europeos. La Greenpeace europea pagó la deuda que había contraído la Fundación Greenpeace de Canadá y el 14 de octubre de 1979 se creó Greenpeace International.
Cabe destacar que Greenpeace vio en Estados Unidos revocado su estatus de organización benéfica. Algunos gobiernos y multinacionales persiguen a la organización, a sus afiliados y a sus simpatizantes. Es de reseñar el caso del Rainbow Warrior, un barco de la organización que fue hundido quince minutos antes de la media noche por los servicios secretos franceses en 1985: por las explosiones asesinaron al fotógrafo portugués Fernando Pereira que se encontraba a bordo.
Anualmente, Greenpeace España entrega el Premio Artemio Precioso Ugarte, galardón con el nombre de un reconocido ecologista español de esta organización, al compromiso con el planeta de personajes públicos nacionales e internacionales.

## Estructura
Greenpeace está organizada en la Fundación del Consejo de Greenpeace (Stichting Greenpeace Council), conocida como Greenpeace International, que tiene su sede en Ámsterdam, Países Bajos, con 26 oficinas regionales que operan en 55 países.
Las oficinas regionales trabajan con una gran autonomía bajo la supervisión de Greenpeace International. El director ejecutivo es elegido por los ejecutivos de Greenpeace Internacional. Actualmente el director ejecutivo interino de Greenpeace International es Mads Flarup Christensen y los actuales presidentes del Consejo Directivo son Marcelo Iñarra y David Tong. En 2008 Greenpeace contabilizaba 2 400 trabajadores y 15 000 voluntarios en todo el mundo.
Cada oficina regional está dirigida por un director ejecutivo regional elegido por la junta directiva regional. Las juntas regionales también designan un administrador para la Reunión General Anual de Greenpeace International, donde los administradores eligen o destituyen a la junta directiva de Greenpeace International. El papel de la reunión general anual también es discutir y decidir los principios generales y los asuntos estratégicamente importantes para Greenpeace en colaboración con los fideicomisarios de las oficinas regionales y la junta directiva de Greenpeace International.

Países en los que existen oficinas nacionales de la organización Greenpeace.

Greenpeace está presente en los cinco continentes, aunque con poca presencia en África, limitándose al trabajo con organizaciones sociales y comunidades locales afectadas por la contaminación derivada de los residuos tóxicos, la sobrepesca, la explotación forestal ilegal y el cambio climático.

### Fondos
Greenpeace recibe sus fondos de individuos y fundaciones. Greenpeace analiza todas las donaciones importantes para asegurarse de que no recibe donaciones no deseadas. La organización dice que no acepta dinero de gobiernos, organizaciones gubernamentales, partidos políticos o corporaciones para evitar que ejerzan influencia sobre ellos.
Las donaciones de las fundaciones que han sido fundadas por partidos políticos o que reciben mucha de su influencia de gobiernos u organizaciones gubernamentales son rechazadas. Las donaciones de fundaciones son rechazadas también si estas ponen condiciones no razonables o que restrinjan las actividades de Greenpeace o si la donación puede comprometer su independencia. Cuando, a mediados de la década de 1990, el número de personas que aportan fondos a la organización disminuyó, Greenpeace fue pionera en el uso de recaudadores en lugares públicos. En 2008, la mayoría de los 202,5 millones de euros recibidos por la organización había sido donado por 2,6 personas que realizaban aportaciones periódicas, sobre todo de Europa. En 2014, los ingresos anuales de Greenpeace fueron de 300 millones de euros.

## Barcos

### En servicio
- Rainbow Warrior es el tercer velero con este nombre. Fue realizado en 2011. Es referido a veces como el Rainbow Warrior III.[40]
- MV Arctic Sunrise (1995-actualidad).
- Moby Dick  (1986-actualidad)
- MV Argus (2000 - 2009)
- Beluga II (2004-actualidad).

### Anteriores barcos

#### Rainbow Warrior I
En 1978, Greenpeace adquirió el primer  Rainbow Warrior (en español "Guerrero de Arcoíris"), de 40 metros de eslora. Anteriormente había sido un barco para pesca de arrastre. El nombre se debe al libro Guerreros del Arcoíris, que inspiró al periodista Robert Hunter en su primer viaje a Amchitka. El barco, realizado en 1955 con el nombre original de Sir William Hardy, costó 40 000 libras. Los voluntarios lo restauraron y reformaron durante cuatro meses. Fue usado por primera vez para interrumpir la caza de ballenas en Islandia. El Rainbow Warrior se convirtió en uno de los elementos más importantes de las campañas de Greenpeace. Entre 1978 y 1985, los miembros de la tripulación también participaron en acciones directas contra los vertidos de deshechos tóxicos y radioactivos en el océano, la caza de focas grises en Orkney, Reino Unido, y las pruebas nucleares en el Pacífico. En mayo de 1985, el velero fue usado para la Operación Éxodo (Operation Exodus), la evacuación de unas 300 personas del atolón de Rongelap, cuyas casas estaban contaminadas tras una prueba nuclear realizada en el área por EE. UU. hacía dos décadas, que no había sido limpiada y que continuaba generando problemas de salud en aquellos habitantes.
En 1985 el Rainbow Warrior condujo a una flotilla de veleros para protestar en las aguas que rodeaban el atolón de Moruroa, el lugar donde se realizaron pruebas nucleares francesas entre 1966 y 1996. El hundimiento del Rainbow Warrior tuvo lugar cuando el gobierno francés, en secreto, bombardeó el barco en Auckland por orden del propio François Mitterrand. Esto mató al fotógrafo portugués Fernando Pereira, que pensó que era seguro regresar al barco para recuperar su material fotográfico después de una primera explosión pequeña, pero se ahogó como resultado de una segunda explosión más grande. El ataque fue un desastre para las relaciones públicas de Francia después de ser expuesto por la policía de Nueva Zelanda. El gobierno francés en 1987 aceptó pagar una compensación a Nueva Zelanda de 13 millones de dólares neozelandeses y disculparse formalmente por el bombardeo. El gobierno francés también pagó 2,3 millones de compensación a la familia del fotógrafo. En 2001, el Instituto de Investigación de Cetáceos de Japón llamó a Greenpeace "eco-terrorista". Gert Leipold, entonces director ejecutivo de Greenpeace, rechazó la acusación, diciendo "llamar a la protesta no violenta terrorismo insulta a aquellos que fueron dañados o asesinados en ataques realmente terroristas, incluyendo a Fernando Pereira, asesinado por terrorismo de Estado en el ataque de 1985 al Rainbow Warrior".

#### Rainbow Warrior II
En 1989 Greenpeace adquirió otro barco con el nombre Rainbow Warrior, algunas veces referido como  Rainbow Warrior II. En 2005, el Rainbow Warrior II encalló y dañó el arrecife de Tubbataha en Filipinas mientras inspeccionaba el arrecife en busca de blanqueo de coral. Greenpeace fue condenada a una multa de 7 000 dólares por dañar el arrecife y aceptó pagar la multa diciendo que se sentía responsable del daño, aunque también declaró que el gobierno de Filipinas le había dado gráficos obsoletos. El administrador del parque natural de Tubbataha agradeció la rápida acción que Greenpeace tomó para evaluar el daño al arrecife.
Este barco fue retirado del servicio el 16 de agosto de 2011, para ser reemplazado por otro velero más moderno con el mismo nombre, el  Rainbow Warrior III.

#### Otros barcos anteriores
- MV Sirius (1981 - 1998).
- Beluga (1984 - 2004)  sustituido por el Beluga II.
- Elbe (1985-1990).
- MV Greenpeace (1986 - 2002), sustituido por el MV Esperanza.
- Gondwana (1988 - 1994).
- MV Solo (1990 - 1995), sustituido por el MV Arctic Sunrise.
- MV Esperanza (2002 - 2022).

## Clima y energía
En 1993 Greenpeace fue una de las primeras organizaciones en proponer el desarrollo sostenible para mitigar el cambio climático. Según los sociólogos Marc Mormont y Christine Dasnoy, Greenpeace ha jugado un papel significativo en llamar la atención pública sobre el cambio climático en la década de 1990.
La organización también ha prestado atención al uso de clorofluorocarbonos (CFC), por su potencial para provocar el calentamiento climático y su efecto en la capa de ozono. Greenpeace fue uno de los principales participantes que abogó por la eliminación temprana de las sustancias que agotan el ozono en el Protocolo de Montreal. A comienzos de la década de 1990, Greenpeace desarrolló una tecnología frigorífica sin CFC, Greenfreeze, para su uso industrial. En 1997 el Programa de Medio Ambiente de las Naciones Unidas premió a Greenpeace por "contribuciones sobresalientes a la protección de la capa de ozono de la Tierra". En 2011, dos quintos de la producción mundial de refrigeradores se basaron en la tecnología Greenfreeze, con más de 600 millones de unidades en uso.
Utilizando la acción directa, Greenpeace ha protestado varias veces contra el carbón ocupando plantas de energía de carbón y bloqueando los envíos de carbón y las operaciones mineras, en lugares como Nueva Zelanda, Svalbard y Australia. Greenpeace también critica la extracción de petróleo de las arenas petrolíferas y ha usado la acción directa para bloquear operaciones en Athabasca, Canadá.
Greenpeace propone como alternativa a las nucleares y a los combustibles fósiles las energías renovables, como la solar y la eólica.
En 2014 una embarcación contratada por Repsol realizó prospecciones petrolíferas en aguas de Lanzarote, Canarias. Las lanchas de los activistas de Greenpeace fueron empujadas por las lanchas de la Armada. Tres activistas resultaron heridos. Entre ellos estuvo una activista italiana, que sufrió heridas en una pierna y tuvo que ser hospitalizada en Las Palmas.

### Protocolo de Kioto
El objetivo del Protocolo de Kioto es conseguir, de 2008 a 2012, reducir un 5,2% las emisiones de gases de efecto invernadero globales, siendo el punto de referencia las emisiones de 1990. Este es el único mecanismo internacional para empezar a hacer frente al cambio climático y minimizar sus impactos. Greenpeace aboga por el cumplimiento del Protocolo de Kioto y otros acuerdos sobre el clima.

### Caso Kingsnorth
En octubre de 2007, seis manifestantes de Greenpeace fueron arrestados por entrar en la estación eléctrica de Kingsnorth en Kent, Reino Unido, escalar la chimenea de 200 metros y pintar el nombre de Gordon (en referencia al entonces primer ministro, Gordon Brown), lo que causó un daño que fue estimado en 30 000 libras. En el juicio posterior admitieron que intentaron cerrar la estación, pero argumentaron que estaban legalmente justificados porque intentaban evitar que el cambio climático causara un mayor daño a la propiedad en otras partes del mundo. Se escucharon las evidencias del asesor ambiental de David Cameron, Zac Goldsmith, del científico del clima James E. Hansen y de un líder inuit de Groenlandia, que argumentaron que el cambio climático era un problema que perjudicaba a todo el mundo. Los seis activistas fueron absueltos. Fue el primer caso en el que la prevención de daños a la propiedad causados por el cambio climático se utilizó como parte de una defensa de "excusa legal" en los tribunales. Los periódicos The Daily Telegraph y The Guardian describieron la absolución como una vergüenza para Brown. En diciembre de 2008 el periódico The New York Times puso la absolución en una lista de las ideas más influyentes del año.
España es el país europeo más afectado por el cambio climático debido a la quema de combustibles fósiles, como el carbón, el petróleo y el gas, y además es el país más alejado de los objetivos marcados en el Protocolo de Kioto. Greenpeace realizó una marcha para apostar por las energías renovables en 2006 por el norte de España, de La Coruña a Bilbao.

### "Superar el Petróleo"
Como parte de su promoción de las energías renovables, Greenpeace ha lanzado la campaña "Superar el Petróleo" (Go Beyond Oil). La campaña se centra en disminuir, y finalmente eliminar, el consumo de petróleo; con actividades contra las petroleras. Muchas de las actividades de "Superar el Petróleo" han sido contra la extracción de petróleo en el Ártico y con respecto a las áreas afectadas por el desastre de Deepwater Horizon en 2010. Las actividades de Greenpeace en el Ártico han ido en contra de la petrolera Cairn Energy, con sede en Edimburgo, Reino Unido. Se han llevado a cabo protestas contra su sede y escalada de plataformas petrolíferas para pararlas.
La campaña "Superar el Petróleo" también abarca intentar evitar que los gobiernos permitan la exploración petrolera en sus territorios.

### Energía nuclear
Greenpeace se opone a la energía nuclear porque la considera "peligrosa, contaminante, cara y no renovable". La organización pone como ejemplos el desastre nuclear de Chernóbil de 1986 y el de Fukushima de 2011. Greenpeace considera que los beneficios de la energía nuclear son relativamente menores en comparación con los problemas que plantea, como el daño medioambiental y los perjuicios de la minería del uranio, la proliferación de armas nucleares y el problema no resuelto de qué hacer con los residuos nucleares. La organización argumenta que el potencial de la energía nuclear para mitigar el calentamiento global es marginal. Según Agencia Internacional de la Energía que dice que incrementar la capacidad de generación de energía nuclear de 2608 TWh en 2007 a 9857 TWh en 2050 disminuiría las emisiones de gases efecto invernadero menos del 5% y que requeriría que se construyesen 32 reactores nucleares con 1000MW de capacidad al año hasta 2050. Según Greenpeace, los lentos periodos de construcción, los retrasos en la construcción y los costes ocultos niegan que el potencial nuclear sirva para mitigar el calentamiento global de forma eficaz. Greenpeace señala la construcción de la central nuclear Olkiluoto 3 en Finlandia como un ejemplo de los problemas de en la construcción de estas centrales.
En 1994, Greenpeace publicó un periódico antinuclear en el que se decía que las instalaciones nucleares de Sellafield podrían matar a 2 000 personas en los siguientes 10 años y con la imagen de un niño afectado por hidrocefalia víctima de pruebas nucleares en Kazajistán. La Autoridad de Normas de Publicidad consideró que la afirmación relativa a Sellafield no tenía fundamento y que la enfermedad del niño no había sido causada por la radiación. Esto resultó en la prohibición de dicha publicidad. Greenpeace no admitió la acusación, afirmando que un médico de Kazajistán había dicho que el estado del niño se debía a pruebas nucleares. Adam Woolf, de Greenpeace, también declaró que "hace cincuenta años había muchos expertos que se alinearon y juraron que no había vínculo entre fumar y la mala salud". La ONU ha calculado que las pruebas nucleares en Kazajistán han causado que unas 100 000 personas vayan a sufrir enfermedades durante tres generaciones.

### Caso EDF
En 2011 un tribunal francés condenó a la empresa Électricité de France (EDF) a una multa de 1,5 millones de euros y encarceló a dos cargos por espiar a Greenpeace, lo que incluyó el hackeo de los sistemas de ordenadores de Greenpeace. Greenpeace fue indemnizada con 500 000 euros por daños y perjuicios. Aunque EDF dijo que solamente había contratado a una empresa de seguridad para vigilar a Greenpeace, el tribunal estuvo en desacuerdo, y condenó al encargado y al delegado encargado de seguridad de EDF a tres años de cárcel. EDF apeló la condena, fue absuelta y esa condena fue cancelada. Dos empleados de la empresa de seguridad, Kargus, dirigida por un antiguo miembro de los servicios secretos franceses, recibieron sentencias de tres y dos años respectivamente.

### Capa de ozono y Greenfreeze
La capa de ozono rodea la Tierra y absorbe una cantidad significativa de radiación ultravioleta. En 1976 un informe de la Academia de Ciencias de EE. UU. apoyó la hipótesis de la destrucción de la capa de ozono. En 1985 se informó de que sufría de grandes pérdidas por culpa de compuestos clorados y nitrogenados. Anteriores estudios habían llevado a algunos países a prohibir determinados aerosoles. En 1985 se firmó la Convención de Viena. En 1987 se firmó el Protocolo de Montreal. El uso de CFCs y HCFCs en refrigeración estuvieron entre las tecnologías prohibidas. Un instituto tecnológico alemán desarrolló un refrigerador alternativo de hidrocarbón que llamó la atención de Greenpeace hacia 1992. Los derechos de esta tecnología fueron donados a Greenpeace, que mantuvo la patente libre. Como la industria era reacia, Greenpeace encargó su producción a una industria alemana que iba a echar el cierre. El ingenioso alcance y comercialización de Greenpeace hicieron que esta tecnología se popularizase en Alemania tras la prohibición de la tecnología de los CFC. Luego lograron que Greenfreeze se usara en China y en otras partes de Europa, y después de algunos años en Japón y Sudamérica y, finalmente, en los EE. UU. en 2012.

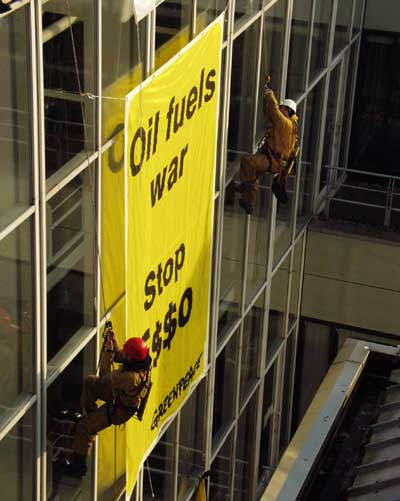
Acción de Greenpeace contra la multinacional petrolera Esso, dueña del Exxon Valdez, buque que en 1989 naufragó en las costas de Alaska.

## Medio ambiente marino
Greenpeace se opone a la sobrepesca, a la pesca ilegal, y la urbanización masiva de las costas. Para estas labores, emplea su flota de barcos.
Greenpeace se ha destacado por su lucha contra la caza de ballenas en Islandia, Noruega y Japón. En 1989 se logró que Islandia prohibiese la caza de ballenas, pero a partir de 2003 volvió a realizarla, lo que motivó la protesta en esas aguas del Rainbow Warrior.

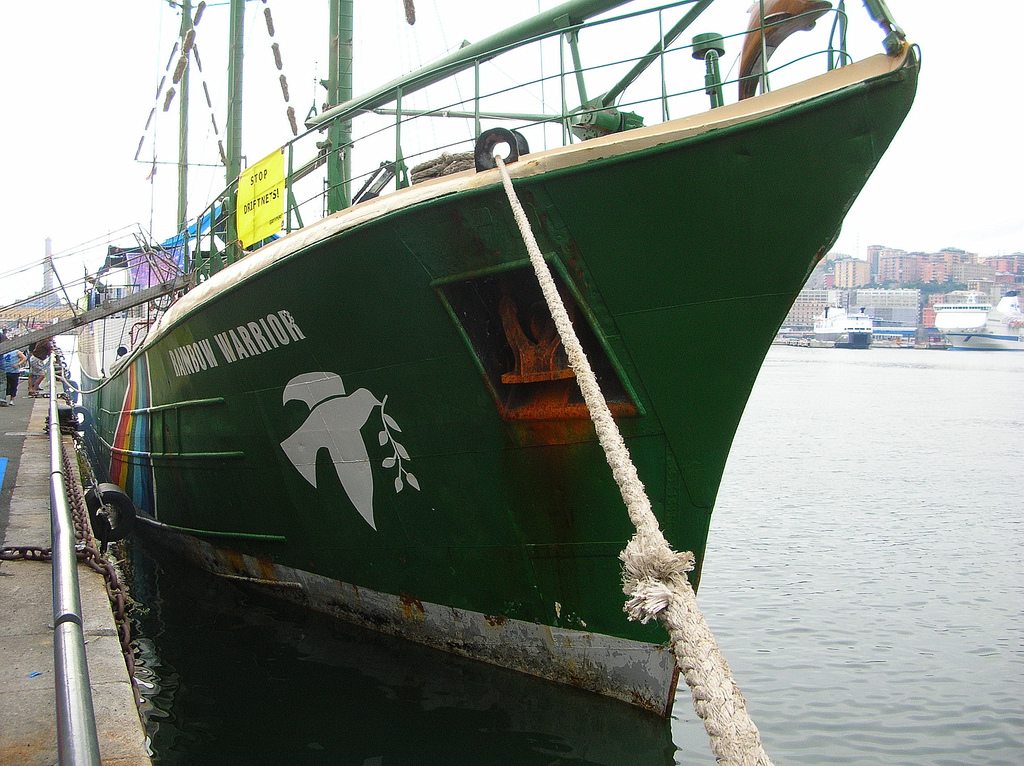
El barco de Greenpeace Rainbow Warrior II en Génova, Italia, año 2006.

A finales de 2005 dos barcos de la flota de Greenpeace, el MV Arctic Sunrise y el MV Esperanza, comenzaron a surcar los océanos de la Tierra durante un año, denunciando los peligros que nos acechan. Su primera acción fue interceptar la flota ballenera japonesa para impedir la caza de estos cetáceos en el santuario ballenero Austral.
Greenpeace también señala el problema de los envases de plástico, que no son biodegradables y que contaminan los océanos.

## Pacifismo
El origen de Greenpeace está en la campaña en el barco Phyllis Cormack para oponerse a las pruebas nucleares de entre 1969 y 1971. En 1996 se firmó en Naciones Unidas el Tratado de Prohibición Total de las Pruebas Nucleares (CTBT). A partir de ese momento, Estados Unidos, Rusia, Francia, Reino Unido y China, las cinco potencias nucleares oficialmente reconocidas, no han vuelto a hacer ensayos nucleares.
Greenpeace significa "paz verde". El grupo demanda un contexto ecologista en el que haya paz.

## Desechos tóxicos
En julio de 2011, Greenpeace lanzó su informe Colada sucia acusando a algunas de las principales marcas de moda y deportivas de verter deshechos tóxicos a los ríos de China. La investigación se centró en el agua contaminada de dos fábricas de China; una que pertenecía al Grupo Youngor, situada en río Yangtze, y otra de la fábrica Well Dyeing, situada en un afluente del río Pearl. El informe dice que estas dos fábricas tienen relaciones comerciales con algunas de las principales marcas de ropa, incluyendo  Abercrombie & Fitch, Adidas, Bauer Hockey, Calvin Klein, Converse, Cortefiel, H&M, Lacoste, Li Ning, Metersbonwe Group, Nike, Phillips-Van Heusen y Puma AG.
En 2013 Greenpeace lanzó la campaña "Moda Détox" (Detox Fashion), que pedía a las marcas que no vertieran químicos tóxicos en los ríos en la producción de sus ropas.
La noche del 2 al 3 de diciembre de 1984, la fábrica de pesticidas de Union Carbide en Bhopal, India, liberó 40 toneladas de gases letales, 8 000 personas murieron en el acto y otras 12 000 han muerto durante los siguientes 20 años como consecuencia de las enfermedades que produjo el escape. Greenpeace ha seguido también este acontecimiento.
En agosto de 2006, Greenpeace lanzó la primera edición de la Guía de electrónica verde, una revista donde los móviles y los ordenadores están puntuados por la ecología de su producción, sobre todo por los materiales empleados y la chatarra electrónica. En noviembre de 2011 actualizó los criterios, ya que la industria había progresado desde 2006, con el objetivo de lograr que las empresas establezcan metas para la reducción de gases de efecto invernadero, el uso de energía renovable hasta el 100 por ciento, produciendo productos duraderos libres de sustancias peligrosas y aumentando las prácticas sostenibles. Para garantizar la transparencia de la clasificación, las empresas se evalúan basándose únicamente en su información pública. Para probar las políticas y prácticas de las empresas, Greenpeace utiliza pruebas químicas de productos, informes de observadores de la industria, informes de medios y pruebas de programas de consumo para verificar si coinciden con sus acciones. Desde que se lanzó la guía en 2006, junto con otras campañas similares, ha favorecido numerosas mejoras, logrando que las empresas eliminasen productos químicos tóxicos de sus productos y mejorasen sus esquemas de reciclaje. La última edición publicada de Guía de electrónica verde fue en 2017. La versión 2017 incluyó a 17 grandes empresas de nuevas tecnologías y las clasificó en tres criterios: uso de energía, consumo de recursos y eliminación de químicos.

## Bosques
Greenpeace anima a proteger intactos los bosques primarios del planeta de la deforestación y la degradación con el objetivo de cero deforestación para 2020. Greenpeace ha acusado a varias empresas, como Unilever, Nike, KFC, Nestlé, Gucci y McDonald's de tener relación con la deforestación de los bosques tropicales, lo que ha hecho que algunas cambien sus políticas. Greenpeace, junto con otras ONGs, ha hecho una campaña durante diez años para que la Unión Europea (UE) prohíba importar madera procedente de la tala ilegal. La UE decidió prohibir la madera de la tala ilegal en julio de 2010. Como la deforestación contribuye al calentamiento global, Greenpeace ha pedido que la reducción de emisiones por deforestación y degradación de los bosques sean incluidas en el siguiente tratado contra el cambio climático que se haga posteriormente al de Kioto. Greenpeace realiza campañas para concienciar sobre la deforestación que se realiza por el cultivo de aceite de palma. En 2019 Greenpeace dijo que en Indonesia se habían destruido 50 millones de hectáreas de bosque por las plantaciones de aceite de palma. La empresa de aceite de palma Golden Agri-Resources considera que ya se han tomado algunas medidas en el sector para ser más ecológicos.
El 25 de junio de 2018, después de una investigación realizada por Greenpeace International, sacó a relucir que Wilmar International, el mayor comerciante de aceite de palma del mundo, estaba deforestando los bosques en la provincia indonesia de Papúa. La deforestación realizada por Gama, una empresa de aceite de palma dirigida por altos ejecutivos de Wilmar, ha alcanzado el doble del tamaño de París. Greenpeace también dice que Wilmar ha incumplido la política contra la deforestación a la que se comprometieron en diciembre de 2013. El jefe global de Greenpeace en el sudeste asiático, Kiki Taufik, dijo: "Wilmar debe cortar de inmediato a todos los proveedores de aceite de palma que no puedan probar que no están destruyendo los bosques tropicales". También agregó que "Wilmar ha estado comercializando el aceite de Gama en todo el mundo, incluidas las principales marcas como P&G, Nestlé y Unilever. Las marcas no pueden dejar que este engaño pase sin respuesta y no tienen más remedio que suspender todos los negocios con Wilmar hasta que pueda probarlo solo comercializa aceite de palma limpio de productores responsables". 
En junio de 1995, Greenpeace tomó un tronco de árbol de un bosque de Koitajoki, propuesto como parque nacional, en Ilomantsi, Finlandia, y lo exhibió en exposiciones celebradas en Austria y Alemania. Greenpeace dijo en una conferencia de prensa que el árbol era originario de un área talada en una zona que se suponía que estaba protegida. La empresa Metsähallitus acusó a Greenpeace de hurto y dijo que el árbol provenía de un bosque normal y que lo habían dejado ahí porque estaba viejo. La empresa también dijo que se había caído en una tormenta. El incidente recibió publicidad en Finlandia. Apareció, entre otros sitios, en los relevantes periódicos Helsingin Sanomat y Ilta-Sanomat. Greenpeace dijo que el árbol estaba ahí tirado porque el bosque de alrededor había sido cortado y que querían hablar de la situación de los bosques en general, no de un árbol en particular. Greenpeace también dijo que Metsähallitus admitía el valor de esos bosques, ya que actualmente se refiere a Koitajoki como un área destacada.
A mediados de 2017, Greenpeace realizó una campaña reclamándole a Sprite que reforeste las 3000 hectáreas de bosques nativos que deforestó en la provincia de Salta, al norte de Argentina, la empresa La Moraleja S. A., que les suministra el zumo de limón.
Entre sus muchas campañas de defensa de los bosques, Greenpeace ha organizado "Escuelas Amigas de los Bosques", para instruir sobre la conservación de estos espacios en las escuelas españolas.

## Transgénicos
Greenpeace está en contra de los alimentos genéticamente modificados.
Greenpeace también ha apoyado el rechazo a la comida con cereales genéticamente modificados de los EE. UU. en zonas de hambruna en Zambia siempre que hubiera cereales que no fueran genéticamente modificados, argumentando que los EE. UU. deberían seguir los pasos de la Unión Europea y permitir a los receptores de la ayuda elegir la ayuda alimentaria, comprándola en el lugar si ellos lo desean, para mejorar la economía, y, en el caso de que se les proporcionase maíz transgénico, este debería ser molido para que no lo pudieran plantar, como se había hecho en Zimbabue y Malaui.
Greenpeace se opone al arroz dorado, una variedad transgénica con betacaroteno, un precursor de la vitamina A. La adición de betacaroteno al arroz se considera preventiva para la pérdida de visión en los países pobres donde el arroz dorado está destinado a la distribución. Según Greenpeace, el arroz dorado no ha logrado hacer nada en lo que respecta a la desnutrición durante 10 años, durante los cuales métodos alternativos ya están abordando la desnutrición. La alternativa propuesta por Greenpeace es desalentar el monocultivo y aumentar la producción de cultivos que son naturalmente ricos en nutrientes (que contienen otros nutrientes que no se encuentran en el arroz dorado además del betacaroteno). Greenpeace argumenta que los recursos deberían gastarse en otros programas que ya existen contra la desnutrición.
En 2005 se publicó un artículo en la revista Nature sobre otra versión del arroz dorado con mucho más betacaroteno. Este "arroz dorado 2" fue desarrollado y patentado por Syngenta. Greenpeace dijo que este proyecto estaba motivado por el afán de lucro y que era propaganda para mejorar la opinión sobre los transgénicos en el mundo.
Aunque Greenpeace había argumentado que la verdadera eficacia del arroz dorado en el tratamiento de las poblaciones malnutridas era su principal preocupación en 2001, en sus declaraciones de marzo y abril de 2005 continuó expresando su preocupación por la salud humana y la seguridad ambiental. En particular, Greenpeace ha expresado su preocupación por la falta de pruebas de seguridad en cultivos transgénicos, como el arroz dorado, y por el hecho de utilizar la vida de las personas para promover este tipo de alimentos.
En junio de 2016, un grupo de 107 premios Nobel escribieron una carta abierta pidiendo que Greenpeace acabase con su campaña contra los cultivos genéticamente modificados y contra el arroz dorado en particular. En la carta, también piden a los gobiernos del mundo que faciliten el acceso a los granjeros a este tipo de cultivos. La carta dice que la oposición a estos está basada en la emoción y en el dogma, que son contradichos por los datos, y que debería cesar. Greenpeace respondió diciendo que las acusaciones de que alguien está bloqueando el arroz dorado genéticamente modificado son falsas y que ellos apoyan ayudar a los granjeros para que tengan una dieta equilibrada en lugar de gastarlo todo en arroz dorado.

## Salvar el Ártico
Tras su exitosa campaña para el Protocolo Ambiental del Tratado Antártico, firmado en Madrid en 1991, en 2012 empezaron las protestas para "Salvar el Ártico". Solicitaron parar la búsqueda de petróleo y gas, la pesca industrial y las operaciones militares en la región. Pidieron a los países de la ONU una propuesta para proteger esta región y su ecosistema. 30 activistas del Artic Sunrise fueron arrestados en el mar de Pechora el 19 de septiembre de 2013, cuando estaban presenciando extracción de petróleo y protestando contra la plataforma petrolífera Prirazlomnaya de Gazprom, por la Guardia Costera Rusa. Los miembros de Greenpeace fueron acusados al principio de piratería, luego se les acusó solamente de alborotadores y, finalmente, fueron amnistiados por el Gobierno ruso. La organización ambientalista demandó al gobierno ruso por esas acciones y Rusia fue condenada a pagar casi 3 millones de euros por el abordaje del barco "Arctic Sunrise" y la detención de 30 activistas.
En julio de 2014, Greenpeace lanzó una campaña de boicot global para que Lego dejase de producir juguetes que tuvieran el logo de la petrolera Shell en respuesta a los planes de esta empresa de extraer petróleo en el Ártico. La relación de Lego con Shell data de la década de 1960, aunque la compañía Lego creó una petrolera ficticia llamada Octan. El símbolo de Octan ha aparecido en innumerables sets, juegos de ordenador y de videoconsolas y en los parques de Legoland. En la película de Lego la corporación está dirigida por el villano presidente Business.
Hay un conflicto sobre derechos petroleros en el océano Ártico entre el Gobierno de Noruega y Greenpeace. En 2013, tres activistas de Greenpeace se subieron a una plataforma petrolera de Statoil, vistiendo trajes de oso. Según un portavoz de Greenpeace Rusia, permanecieron en la plataforma durante aproximadamente tres horas. Los activistas en trajes de oso fueron llevados a la orilla. Statoil no quiso presentar una demanda contra ellos.
Greenpeace ha argumentado que los planes petrolíferos de Statoil son una amenaza para la isla Bear, una isla inhabitada con varias especies animales, como los osos polares, ya que un vertido petrolero sería casi imposible de limpiar en el Ártico debido a las duras condiciones. Greenpeace considera las actividades petroleras de Statoil como "ilegales". Statoil niega las acusaciones de Greenpeace. Según el encargado de asuntos marítimos noruego en 2014, Statoil dice: "Statoil respeta el derecho de las personas a hacer una protesta legal, y creemos que es importante mantener un debate democrático en torno a la industria petrolera. Hemos establecido planes sólidos para la operación y confiamos en que se puedan llevar a cabo de manera segura y sin accidentes".
El 27 de mayo de 2014, el barco de Greenpeace MV Esperanza, tomó Transocean Spitsbergen, una plataforma petrolífera de Statoil en el mar de Barents haciendo que fuese incapaz de operar. Después de esto, el encargado de Greenpeace Noruega Truls Gulowsen, en una entrevista telefónica, respondió: "Cinco manifestantes abandonaron la plataforma en helicóptero anoche y tres regresaron a un barco cercano de Greenpeace." Había otros siete manifestantes en la plataforma en ese momento, pero la policía noruega no pudo retirarlos inmediatamente porque la plataforma tenía una bandera de conveniencia registrada en las Islas Marshall y por lo tanto estaba considerada como un barco en mar abierto siempre que no perforase. El 29 de mayo, sin embargo, los siete activistas de Greenpeace fueron capturados pacíficamente por la policía noruega en la plataforma. Poco después, según Reuters, todos los activistas fueron liberados sin ninguna prisión. El 30 de mayo, la Guardia Costera de Noruega finalmente se llevó el barco Esperanza, aunque por la mañana Greenpeace presentó una petición en la que se escribieron más de 80 000 firmas al ministro de Medio Ambiente de Noruega Tine Sundtoft en Oslo. Según los informes, el gobierno y la policía noruegos permitieron que la guardia costera remolcara el barco de Greenpeace.
La policía noruega declaró que Statoil le pidió a Greenpeace que dejara de impedir sus actividades, pero Greenpeace ignoró la advertencia. La policía declaró que la interferencia de Greenpeace con las actividades petroleras de Statoil era contraria a la ley noruega y le ordenó a Greenpeace que abandonara el sitio del mar de Barents. Statoil dijo que los retrasos en el inicio de la perforación le costaron a la compañía alrededor de 1,26 millones de dólares por día.
Según Reuters, Statoil estaba planeando hacer tres perforaciones en el área en el verano de 2014. Greenpeace ha continuado criticando a la petrolera por su "lavado verde", argumentando que patrocina la Liga Lego con Lego y distrae a la gente de los proyectos de la compañía, y argumentando también que Statoil debería cambiar su actitud hacia el medio ambiente.

## Alianzas
Greenpeace forma parte de la Campaña Global para la Acción Climática, una alianza mundial de organizaciones que se creó para influir en las negociaciones de la Conferencia sobre el cambio climático de las Naciones Unidas que se celebró en Copenhague, Dinamarca, en diciembre de 2009.

## Reacciones y respuestas a las actividades de Greenpeace
Se han presentado demandas contra Greenpeace por pérdida de beneficios, daño a la reputación, y abordaje de barcos. En 2004 se reveló que el gobierno australiano quería ofrecer un subsidio a la petrolera Southern Pacific Petroleum con la condición de que llevase a cabo acciones legales contra Greenpeace, que había hecho una campaña en contra del Proyecto de Esquisto Bituminoso Stuart.
Algunas empresas, como Royal Dutch Shell, BP y Électricité de France han reaccionado a las campañas de Greenpeace espiando las actividades de Greenpeace e infiltrándose en las oficinas de Greenpeace. Los activistas de Greenpeace también han sido objetivo de intervenciones, intercepción y grabación de comunicaciones telefónicas, amenazas de muerte, violencia e incluso terrorismo de Estado en el caso del bombardeo del Rainbow Warrior.
En mayo de 2023, el gobierno de Rusia, calificó a la organización como "amenaza para los cimientos del orden constitucional y para la seguridad de Rusia". Tras una decisión de la Fiscalía, la organización ha sido incluida en el listado de "organizaciones indeseables" porque está involucrada en "violaciones de los Derechos Humanos y libertades fundamentales y derechos y libertades de los ciudadanos de la Federación Rusa".

## Controversias
Greenpeace busca con sus campañas la notoriedad en prensa y con frecuencia sus actuaciones son llamativas y espectaculares, aunque también polémicas. Algunas de sus actuaciones han sido tildadas de ecoterroristas y la han acusado de manipular sus informes con el objetivo de obtener notoriedad.

### Carta abierta de los premios Nobel
El 29 de junio de 2016, 129 ganadores del premio Nobel y más de 13 200 científicos de todo el mundo, realizaron una carta en la cual afirman el apoyo total a los cultivos GM y piden a Greenpeace que suspendan sus esfuerzos de bloquear la introducción del  arroz GM, el cual ayuda a reducir las deficiencias de Vitamina A: "instamos a Greenpeace y sus partidarios a reexaminar la experiencia de los agricultores y consumidores de todo el mundo respecto a los cultivos y alimentos mejorados gracias a la biotecnología, que reconozca los hallazgos de las agencias reguladoras y cuerpos científicos autoritativos y que abandonen su campaña contra los cultivos genéticamente modificados en general y el arroz dorado en particular". Entre los ganadores del premio nobel que firmaron la carta se encuentran: James Dewey Watson, Phillip Allen Sharp, Peter Agre,  Zhorés Alfiórov, Sidney Altman, Hiroshi Amano, Werner Arber, Richard Axel, David Baltimore, Barry C. Barish, Paul Berg, Bruce Beutler, Elizabeth Blackburn, Martin Evans, entre otros.

### Disentimiento de los miembros del grupo
Patrick Moore, un antiguo miembro de Greenpeace, dejó la organización en 1986 cuando, según Moore, esta decidió apoyar una prohibición universal del cloro en el agua potable. Moore ha argumentado que Greenpeace está motivada por la política en lugar de por la ciencia y que ninguno de los directivos tiene ninguna formación científica. Bruce Cox, director de Greenpeace Canadá, respondió que Greenpeace nunca ha demandado una prohibición universal de cloro en el agua potable o en usos farmacéuticos y que Moore está solo en esa lucha por lo del cloro y lo de la ciencia como motivos para dejar la organización. Paul Watson, un antiguo miembro de Greenpeace, ha dicho que Moore usa el llamarse a sí mismo cofundador de Greenpeace para dar credibilidad a sus acusaciones y que, siendo él también cofundador, cree que sus acusaciones no tienen base. Más recientemente, Moore también ha sido especialmente crítico con la posición de Greenpeace con respecto al arroz dorado, un asunto al que se le han unido otros ambientalistas como Mark Lynas, diciendo que Greenpeace ha realizado una campaña de desinformación, que ha perjudicado a los científicos que quieren llevar el arroz dorado a las personas que lo necesitan y que ha apoyado la destrucción violenta de los ensayos de plantaciones de arroz dorado.
Patrick Moore también cambió su posición sobre la energía nuclear en 1976, primero oponiéndose a ella y luego apoyándola. En el periódico australiano The Age, escribió que Greenpeace se equivocaba y que deberían considerar la energía nuclear. Él argumenta que cualquier plan factible para reducir la dependencia de los combustibles fósiles o las emisiones de gases efecto invernadero necesita del aumento del uso de la energía nuclear. Phil Radford, director ejecutivo de Greenpeace EE. UU., respondió que la energía nuclear es demasiado arriesgada, tarda demasiado en construirse como para evitar el cambio climático y que la mayoría de los países, incluyendo EE. UU, podrían depender al 100% de energías renovables y dejar la energía nuclear para el 2050.

### Alegación de corrupción
Un periodista francés, con el seudónimo de Olivier Vermont, escribió en su libro La cara oculta de Greenpeace (La Face cachée de Greenpeace), de 1997, que se había unido a Greenpeace Francia y que había trabajado ahí como secretario. Según Vermont, encontró mala conducta, y continuó encontrándola, desde Ámsterdam hasta la oficina internacional. Vermont dijo que encontró documentos clasificados según los cuales la mitad de los ingresos de 180 millones de euros de la organización se utilizaron para los salarios y la estructura de la organización. También acusó a Greenpeace de tener acuerdos no oficiales con compañías contaminantes donde las compañías le pagaban a Greenpeace para evitar que atacaran la imagen de la compañía. La revista de protección animal Animal People informó en marzo de 1997 que Greenpeace Francia y Greenpeace International habían demandado a Olivier Vermont y a su editor Albin Michel por difamación.
En la revista Cosmos, el periodista Wilson da Silva reaccionó a la destrucción de Greenpeace de un cultivo de trigo modificado genéticamente en Ginninderra en 2011 diciendo que era otra señal de que la organización había "perdido el rumbo" y que había degenerado en una "falange triste, dogmática y reaccionaria de fanáticos anti-científicos que no se preocupan por la evidencia, sino por la publicidad".
En 2013 unos informes establecieron que Pascal Husting, director del programa internacional de Greenpeace International, estaba viajando en avión 400 kilómetros para ir a trabajar, a pesar de que el activismo de Greenpeace pretende reducir los viajes aéreos debido a las emisiones de dióxido de carbono. Después del escándalo, Greenpeace anunció que Husting iría en tren.
Greenpeace es blanco de las críticas de los movimientos que lidera el economista estadounidense Lyndon LaRouche, que la consideran como un obstáculo al progreso científico humano.[cita requerida]
De igual manera se ha criticado la participación de Greenpeace en la empresa petrolera Royal Dutch Shell. Sin embargo la organización se ha defendido de estas críticas alegando que se trata de una maniobra para influir en la petrolera y promover la producción de biocombustibles renovables lo más pronto posible.
Durante la década de 1990, Greenpeace realizó muchas expediciones contra la caza de ballenas en Noruega. La crítica fue que Greenpeace solo hizo campaña contra las ballenas para obtener donaciones económicas de la economía de los Estados Unidos, y que tenía poco que ver con salvar el medio ambiente. Por ejemplo, la caza de tiburones es un problema más apremiante, pero dado que los tiburones son muy temidos en los Estados Unidos, el activismo para ayudar a los tiburones no recibe tanto apoyo financiero. Greenpeace ha rechazado esta afirmación. Sin embargo, en el periódico noruego Dagbladet el 11 de abril de 2015 Kumi Naidoo admitió que la campaña contra las ballenas fue un "error de cálculo". Greenpeace sostiene que la caza de ballenas solo fue reanudada por Noruega después de la prohibición de la Comisión Ballenera Internacional debido a motivos políticos electorales y enfrenta muchos obstáculos explícitos, incluida la disminución de la demanda en Japón y la contaminación química tóxica.
Una investigación publicada en la revista científica Nature acusó a Greenpeace de no preocuparse por los hechos, cuando criticó el depósito de Brent Spar, y acusó al grupo de exagerar el volumen de petróleo que almacenaba el depósito. Greenpeace dijo que el tanque contenía 5 500 toneladas de petróleo, cuando Shell estimaba que solo contenía 50 toneladas. Sin embargo, las mediciones se habían realizado bajo presión durante la ocupación de la instalación petrolífera en una protesta, ya que Shell no les había dado permiso para ello, y los activistas de Greenpeace estaban siendo atacados por cañones de agua y cosas similares. La BBC emitió una disculpa a Greenpeace por haber informado de que la ONG había mentido.
Shell Reino Unido estuvo tres años estudiando la mejor opción para el depósito, y llegó a la conclusión de que situarlo en alta mar era mejor opción ambiental, una opción que obtuvo cierto apoyo dentro de una parte de la comunidad científica, ya que algunos consideraron que tenía un impacto ambiental "insignificante". El gobierno británico y la Convención para la Protección del Medio Ambiente Marino del Atlántico del Nordeste (conocida por las siglas OSPAR) aceptaron la solución.
La campaña de la ONG contra la propuesta de Shell incluyó cartas, boicots que derivaron en vandalismo en Alemania y lobbying en conferencias intergubernamentales. En más de una reunión intergubernamental se emitieron moratorias vinculantes que respaldaron la protección del ecosistema de Greenpeace y el principio de precaución, y en la Convención OSPAR de 1998, WWF presentó un estudio de los efectos tóxicos en los ecosistemas de aguas profundas. La reunión confirmó una prohibición general de depósitos en el océano. Shell había transportado sus instalaciones al lugar y anunció que no había comunicado sus planes lo suficiente al público, admitiendo que habían subestimado la fuerza de la opinión pública. En enero de 1998, Shell emitió un nuevo informe ambiental indicando que reciclaría aquella instalación para que fuese un muelle en Noruega.
En 1999, el depósito de Brent Spar fue dado de baja y un problema secundario que surgió fue que se encontró que las patas de la estructura contenían especies de coral de agua fría (Lophelia pertusa). Como resultado, se sugirió la posibilidad de mantener las patas de la plataforma del depósito en el lecho marino en el futuro, para que sirvieran como hábitat. Un representante de Greenpeace se opuso a la sugerencia, citando el hecho de que los arrecifes formados por el coral están en riesgo, no el coral en sí, y que esa acción no promovería el desarrollo de tales arrecifes y expondría a las especies de coral a sustancias tóxicas que se encuentran en el petróleo.
El 8 de diciembre de 2014, Greenpeace intervino la zona arqueológica intangible de las Líneas de Nazca, en Perú, con la colocación de grandes pancartas alrededor de la figura denominada colibrí. La intervención produjo daños alrededor de la figura declarada zona restringida, por lo que, el 9 de diciembre, el Ministerio de Cultura denunció a la organización ante la fiscalía. La organización, que en un primer momento indicó que no se habían generado daños, posteriormente ofreció disculpas al estado peruano por dicha acción.
En 2018 Greenpeace Argentina denunció al empresario Alejandro Peña Braun, primo del jefe de Gabinete, Marcos Peña, por amenazas ante la Comisión Interamericana de Derechos Humanos (CIDH). De acuerdo con la denuncia "personas de estrecho vínculo con el gobierno de Mauricio Macri habrían perpetrado una serie de ataques" contra los principales dirigentes de esa organización con el propósito amedrentarlos y dificultar sus actividades. El empresario Alejandro Peña Braun aseguró que iba a destinar "2 o 3 palos verdes para joderlos" -millones de dólares-. Desde entonces un ejército de troles lleva adelante una campaña difamatoria en su contra. Las amenazas y amedrentamientos contra Greenpeace se iniciaron cuando el empresario Alejandro Peña Braun convertido recientemente en uno de los empresarios más ricos del país dueño de uno de los terrenos de la llamada "Finca Cuchuy", en la provincia de Salta, donde Greenpeace lideró una campaña para evitar el desmonte de bosques nativos. Marcos Peña es señalado por estar detrás del ejército de troles que operan en las redes sociales en favor del gobierno de Cambiemos y que llevan adelante una violenta campaña sucia contra sus detractores, meses antes se presentó una denuncia penal para investigar el presunto desvío de fondos públicos para solventar a un "call center" ubicado dentro de la misma Casa de Gobierno que se dedicaría a replicar en las redes sociales mensajes de adhesión al Gobierno y hostigar a políticos, defensores de derechos humanos, intelectuales, políticos y artistas opositores.